# Stazione di Andria
La stazione di Andria Centrale è una stazione ferroviaria posta lungo la linea Bari-Barletta a servizio dell'omonimo comune. È gestita da Ferrotramviaria e si trova nella zona centrale della città. Collega direttamente Andria alla città di Bari e al suo aeroporto. È attualmente soppressa causa lavori di interramento della ferrovia. È stata direttamente interessata nell'importante e funesto incidente ferroviario del 12 luglio 2016.

## Storia
La stazione di Andria è stata costruita negli anni '60 e inaugurata nel 1965.
Fino al 2016, anno dell'importante incidente ferroviario che interessò direttamente la tratta Andria-Corato, la stazione ospitava un solo binario e uno di scambio ferroviario.
Dal 2015, la tratta Andria-Corato è interessata dall'ammodernamento e raddoppio della tratta. Alla futura riattivazione della tratta, la linea ferroviaria Bari-Barletta, che in questo tratto passa all'interno del centro urbano andriese, sarà interrata.

### Incidente ferroviario tra Andria e Corato del 12 luglio 2016
Alle ore 11:05:20 del giorno 12 luglio 2016, in agro andriese, sulla tratta tra Andria e Corato, due convogli di Ferrotramviaria, precisamente uno Stadler FLIRT 340 (matricola ETR.341) proveniente da Corato e partito da Ruvo, e un Alstom Coradia ELT 200 proveniente da Andria, si scontrano in piena corsa all'altezza del km 51, ad una velocità compresa tra i 94 e i 101 km/h. La conseguenza è la morte di 23 viaggiatori (compresi i macchinisti e dipendenti della società Ferrotramviaria) e 58 feriti, oltre all'accartocciamento delle prime carrozze dei due convogli.
L'evento è tra i più sconvolgenti della storia ferroviaria italiana, risultando anche il primo incidente senza precedenti di questo tipo nella regione pugliese.

## Struttura
La struttura della stazione di Andria Centrale è quella standard utilizzata per le stazioni della ferrovia Bari Nord. L'edificio, di color azzurro, è formato da due piani, con biglietteria, sala d'attesa, servizi igienici. Non è prevista di un sottopassaggio. Alla futura riattivazione della tratta, le banchine dei binari saranno interrati.

## Movimento
Dal 2016 la stazione è chiusa per consentire l'interramento in trincea della linea ferroviaria nell'abitato di Andria. A termine dei lavori la stazione avrà i binari interrati, ma verrà conservato lo storico edificio che si affaccia su Piazza dei bersaglieri d'Italia.
L'impianto era servito dai treni regionali FR 1 e FR 2 della rete Ferrovie del Nord Barese, che costituiscono un collegamento suburbano tra Bari e l'hinterland nord Barese della Provincia di Barletta-Andria-Trani e vengono effettuati rispettivamente via Palese Macchie e via Aeroporto.

## Servizi
La stazione di Andria è caratterizzata da visitabilità condizionata: dà ai viaggiatori con difficoltà di deambulazione la possibilità di accedere alla biglietteria e ai marciapiedi della stazione mediante assistenza del personale aziendale.
La stazione dispone inoltre di:
- Biglietteria a sportello
- Biglietteria automatica
- Sala d'attesa
- Servizi igienici
- Parcheggio di scambio
- Wi-Fi gratuito

## Interscambi
Il piazzale antistante la stazione è servito dalle autolinee urbane e interurbane gestite dall'Autolinee Servizi Andriesi (ASA), inoltre è disponibile un servizio taxi presente in Piazza Bersaglieri d'Italia.
- Fermata autobus
- Stazione taxi